# Eugenia Kempara
Eugenia Kempara z domu Żółkowska (ur. 29 września 1929 w Księżynie) – polska żołnierz w stopniu pułkownika, prokurator, prawnik i polityk. Poseł na Sejm PRL VII i VIII kadencji, członek Rady Państwa (1976–1985).

## Życiorys
Córka Bernarda i Marianny. W 1961 ukończyła studia na Wydziale Prawa Uniwersytetu Warszawskiego. Od 1949 należała do Polskiej Zjednoczonej Partii Robotniczej, była m.in. zastępcą członka Komitetu Centralnego PZPR (1975–1980) i członkiem KC PZPR (1980–1981). W latach 1946–1952 była pracownikiem cywilnym administracji wojskowej, następnie w latach 1952–1975 pozostawała w służbie wojskowej w prokuraturze wojskowej. Od 1971 była redaktorem naczelnym kwartalnika „Wojskowy Przegląd Prawniczy”. W latach 1975–1981 przewodnicząca Zarządu Głównego Ligi Kobiet, w latach 1976–1985 członek Rady Państwa i w latach 1976–1985 poseł na Sejm PRL VII i VIII kadencji. Ponadto była m.in. przewodniczącą Centralnej Rady Organizacji Rodzin Wojskowych (1959–1975), przewodniczącą Krajowej Rady Kobiet Polskich przy Ogólnopolskim Komitecie Frontu Jedności Narodu (1977–1983) oraz członkiem prezydium tego komitetu (1977–1983). W 1983 wybrana w skład Krajowej Rady Towarzystwa Przyjaźni Polsko-Radzieckiej.

## Odpowiedzialność karna
W marcu 2006 Główna Komisja Ścigania Zbrodni przeciwko Narodowi Polskiemu Instytutu Pamięci Narodowej postawiła ją w stan oskarżenia za popełnienie zbrodni komunistycznej (udział we wprowadzeniu stanu wojennego 13 grudnia 1981 jako członkini ówczesnej Rady Państwa PRL). Od września 2008 płk w st. spocz. Eugenia Kempara zasiadała na ławie oskarżonych w toczącym się procesie w tej sprawie przed Sądem Okręgowym w Warszawie. Na ławie oskarżonych zasiadali także: b. I sekretarz KC PZPR i prezes Rady Ministrów gen. armii w st. spocz. Wojciech Jaruzelski, b. I sekretarz KC PZPR Stanisław Kania, b. minister obrony narodowej gen. armii w st. spocz. Florian Siwicki, b. minister spraw wewnętrznych gen. broni w st. spocz. Czesław Kiszczak, b. wiceminister obrony narodowej gen. broni w st. spocz. Tadeusz Tuczapski oraz b. wiceminister sprawiedliwości Tadeusz Skóra.
W dniu 12 stycznia 2012 Sąd Okręgowy w Warszawie umorzył wobec niej postępowanie karne w sprawie wprowadzenia stanu wojennego ze względu na przedawnienie zarzutów.

## Odznaczenia i wyróżnienia
- Wpis do Honorowej Księgi Czynów Żołnierskich (1975)
- Order Sztandaru Pracy II klasy
- Krzyż Kawalerski Orderu Odrodzenia Polski
- Medal 30-lecia Polski Ludowej[1]
- Złoty Medal „Siły Zbrojne w Służbie Ojczyzny”
- Srebrny Medal „Siły Zbrojne w Służbie Ojczyzny”
- Brązowy Medal „Siły Zbrojne w Służbie Ojczyzny”
- honorowy członek Zrzeszenia Prawników Polskich (1980)[2]